# Främling 25 år
Främling 25 år är ett samlingsalbum utgivet 2008 av den svenska popsångerskan Carola Häggkvist. Albumet släpptes 25 år efter att Carola 1983 slog igenom i den svenska melodifestivalen, då med melodin Främling.

## Låtlista

### CD 1
1. Främling
2. Säg mig var du står
3. Benjamin
4. Gör det någonting
5. Gloria
6. You Bring Out the Best in Me
7. Mickey
8. Se på mig
9. Liv
10. Visa lite mänsklighet
11. 14 maj
12. Du försvinner i natten
13. Främling / Je ogen hebben geen geheimen / Love isn't Love / Fremder *
14. Mitt i ett äventyr
15. Fångad av en stormvind
16. Evighet

### CD 2
1. Sometimes When We Touch
2. Om du törs
3. Butterfly *
4. Säg mig var vi står
5. Albatross *
6. Hunger
7. Tokyo
8. Du lever inom mig
9. I en sommarnatt
10. Let There Be Love *
11. Gospelmedley (live i Stockholm 1984)
12. Elvismedley (live i Stockholm 1984) *
13. What a Feeling (live i Stockholm 1984) *
14. Fame (live i Stockholm 1984) *
15. Love isn't Love
16. You Are My Destiny
17. Captured by a Lovestorm (Fångad av en stormvind)
18. Invincible (Evighet)

Spår som aldrig tidigare hade släppts på skiva är märkta *

## Listplaceringar
| Lista (2008) | Topplacering |
| ------------ | ------------ |
| Sverige      | 2            |